# Rhynchostegium patulum
Rhynchostegium patulum là một loài Rêu trong họ Brachytheciaceae. Loài này được A. Jaeger miêu tả khoa học đầu tiên năm 1878.